# メーモ郡
座標: 北緯18度16分30秒 東経99度39分0秒 / 北緯18.27500度 東経99.65000度
メーモ郡（メーモぐん）はタイ北部・ラムパーン県東部にある郡（アムプー）である。

## 名称
メーモ郡の伝承によると、旅路に飲み水もなく不自由をしていた一人の森林遊行僧がメーモ郡を通りかかった際に、清らかな水が流れ、木々が気持ちの良い木陰をつくっている川辺にたどりつくことができたという故事にちなみ、土地の人々がその地域を「住むのに適した川」と呼び習わすようになったという。おそらくは、「住むのに適した川」（น้ำแม่เหมาะ）の声調が変化し、「メーモ川」（น้ำแม่เมาะ）と呼ばれるようになったと考えられる。

## 歴史
1972年ムアンラムパーン郡、ラムパーン県庁、ラムパーン県議会は、タムボン・バーンドン、タムボンチャーンヌア、タムボン・ナーサックの三つのタンボンが交通の不自由な場所にあることを考慮し、ムアンラムパーン郡から分離し、メーモ分郡を設置する決定を採択した。1976年4月15日、内務省は三つのタムボンを昇格させ、メーモ分郡を設置し、1978年6月30日、メーモ分郡庁舎を開所した。続けて、1980年にタムボン・バーンドンの一部を分離して、タムボン・メーモを設置し、1981年3月19日内務省により公示された。その後、1984年7月16日に分郡から郡に昇格した。

## 地理
近接する郡は南から時計回りに、ラムパーン県のメータ郡、ムアンラムパーン郡、チェーホム郡、ガーオ郡、プレー県のソーン郡とローン郡。

## 行政区分
郡は5のタムボンに分かれ、さらにその下位に37の村（ムーバーン）がある。郡内に自治体（テーサバーン）はないが、5のタムボン行政体（オンカーンボーリハーンスワンタムボン）がある。
1. タムボン・バーンドン・・・ตำบลบ้านดง
2. タムボン・ナーサック・・・ตำบลนาสัก
3. タムボン・チャーンヌア・・・ตำบลจางเหนือ
4. タムボン・メーモ・・・ตำบลแม่เมาะ
5. タムボン・ソップパート・・・ตำบลสบป้าด